# Episodi di Tombstone Territory (seconda stagione)
La seconda stagione della serie televisiva Tombstone Territory è andata in onda negli Stati Uniti dal 13 marzo 1959 al 29 maggio 1959 sulla ABC.
| nº | Titolo originale        | Prima TV USA   |
| -- | ----------------------- | -------------- |
| 1  | Whipsaw                 | 13 marzo 1959  |
| 2  | Marked for Murder       | 20 marzo 1959  |
| 3  | Payroll to Tombstone    | 27 marzo 1959  |
| 4  | Day of the Amnesty      | 3 aprile 1959  |
| 5  | Trail's End             | 10 aprile 1959 |
| 6  | The Black Diamond       | 17 aprile 1959 |
| 7  | The Man from Brewster   | 24 aprile 1959 |
| 8  | Gun Hostage             | 1º maggio 1959 |
| 9  | Warrant for Death       | 8 maggio 1959  |
| 10 | Surrender at Sunglow    | 15 maggio 1959 |
| 11 | Grave Near Tombstone    | 22 maggio 1959 |
| 12 | Death Is to Write About | 29 maggio 1959 |

## Whipsaw
- Prima televisiva: 13 marzo 1959

### Trama
- Guest star: Myron Healey (Hugh Dempsey), Warren Oates (Bob Pickett), K.L. Smith (Ralph Dade), Harry Fleer (Red Rock Sheriff), Frank Warren (Jim)

## Marked for Murder
- Prima televisiva: 20 marzo 1959

### Trama
- Guest star: Lloyd Corrigan (Whit Purcell), Roy Engel (Martin Ramsey), Dehl Berti (Stu Regan), Forrest Lewis (Eli - Banker in Bar), Robert Lynn (Will - Postmaster)

## Payroll to Tombstone
- Prima televisiva: 27 marzo 1959

### Trama
- Guest star: Peggy Knudsen (Amy Ward), John Reach (King Cahoon), Robert Shayne (capitano Cass Emerson), Hugh Sanders (Enoch Ward), Joyce Meadows (Ellen - Telegrapher), George Gilbreth (tenente Lowery), Harry Clexx, Anne Dore (Laurie - Hat Shop Owner), Bud Osborne (Replaced by London), Tom London (Ace - Stagecoach Driver)

## Day of the Amnesty
- Prima televisiva: 3 aprile 1959

### Trama
- Guest star: Jack Elam (Wally Jobe), Patrick McVey (Fred Tanner), Ron Hayes (Chick Umber), Joyce Meadows (Ellen - Telegrapher), Harry Fleer, Larry Darr (Cavalry Corporal), Dennis Moore (Deputy Lee)

## Trail's End
- Prima televisiva: 10 aprile 1959

### Trama
- Guest star: Olive Carey (Frieda Thompson), Harry Harvey Jr. (Mark Thompson), Jeff DeBenning (Marshal Clifford), Joseph Hamilton (Pecos Smith), Howard Wright (Stableman), Lee J. Winters (giocatore di carte)

## The Black Diamond
- Prima televisiva: 17 aprile 1959

### Trama
- Guest star: Jean Willes (Mrs. Sarah Curtize), Burt Mustin (Lucky Jack Oliver), Pierre Watkin (Mr. Starr - Banker), Robert Swan, Lee Roberts, Bobby Hall, Frank Kreig, John Maloney, Cap Somers (cittadino)

## The Man from Brewster
- Prima televisiva: 24 aprile 1959

### Trama
- Guest star: John Carradine (sceriffo Benz), Michael Landon (Chris Anderson), Richard Reeves (Deputy Tom Hatch), Tom London (Jeriah Hoskins)

## Gun Hostage
- Prima televisiva: 1º maggio 1959

### Trama
- Guest star: Lee Van Cleef (Sam Carver), Pamela Duncan (Amy Hendricks), William Henry (Roy Hendricks), Raymond Hatton (Esau Stellings), Pitt Herbert (Conventioneer), Frank Gerstle (Deputy Marshal Bledsoe), Tony Douglas (Bruce Hendricks), John Moloney (dottore), Robert Robinson (conducente)

## Warrant for Death
- Prima televisiva: 8 maggio 1959

### Trama
- Guest star: Charles Boaz (scagnozzo), Russ Conway (Rowan / Willis), Harry Fleer (scagnozzo), Wright King (Clark), Tom Monroe (Billy - Stage Drver), George Pembroke (Angela's Step-Father), Henry Rowland (scagnozzo), Mary Webster (Angela Worth)

## Surrender at Sunglow
- Prima televisiva: 15 maggio 1959

### Trama
- Guest star: John Ayers (cittadino #1), Leake Bevil (cittadino #2), Larry Darr (The Cowboy), John Doucette (Harvey Logan), Cathy Downs (Anna - Saloon Gal), George Eldredge (sindaco Spence), Billy Nelson (James Murphy), Ed Nelson (Clint - scagnozzo), Mark Tapscott (Denver - scagnozzo), Paula Winslowe (Mrs. Spence), Michael Jeffers (membro della banda), Rod McGaughy (membro della banda)

## Grave Near Tombstone
- Prima televisiva: 22 maggio 1959

### Trama
- Guest star: Lisa Gaye (Nancy Cooley), Robert J. Wilke (Burt Foster), Anthony Jochim (C.J. Cooley), Herbert Lytton (Jim Bradley), Bill Erwin (negoziante)

## Death Is to Write About
- Prima televisiva: 29 maggio 1959

### Trama
- Guest star: John Sutton (David Armbruster), Jack Hogan (Dan Harlan), John Wengraf (dottor Frohlich), Ken Mayer (Deke Reardon)